# 인크레더블 러브
인크레더블 러브(Incredible Love, Kambakkht Ishq)는 인도에서 제작된 사비어 칸 감독의 2009년 액션, 코미디, 멜로/로맨스 영화이다. 카리나 카푸르 등이 주연으로 출연하였고 사지다 나디아드왈라 등이 제작에 참여하였다.

## 출연

### 주연
- 카리나 카푸르
- 악쉐이 쿠마르

### 조연
- 보만 이라니
- 빈두 더라 싱
- 아프랍 쉬브다사니
- 암리타 아로라
- 키론 커
- 다이안 셀러스
- 자베드 자프리
- 에쉬윈 머슈란
- 베일리 존스턴
- 래안 자일스
- 토니 앨러메더
- 쉐리던 크리스트
- 미칸드류 페르다리스
- 앤드리아 해리슨
- 빌 마리넬라
- 토머스 맥켄나
- 쉐너 올슨
- 브리터니 알렉시스 필립스
- 피터 샌즈
- 실베스터 스탤론
- 데니스 리차드
- 브랜든 루스
- 홀리 밸런스

## 제작진
- Line PD: 프라샨트 샤
- 미술: 라이니시 헤다오
- 미술: 아크로폴리스
- 의상: 샤비나 칸
- 의상: 아키 니루라
- 배역: 빌 마리넬라